# 아프가니스탄 이슬람국
아프가니스탄 이슬람국(페르시아어: دولت اسلامی افغانستان 다울라티 이슬라미이 아프가니스탄, 파슈토어: دا افغانستان اسلامی دولت 다 아프가니스탄 이슬라미 다울라트)은 아프가니스탄 민주 공화국이 공산주의의 몰락 이후인 1992년에 개칭한 이름이다.
1996년 탈레반은 아프가니스탄 국토의 대부분을 점령하여 아프가니스탄 이슬람 토후국으로 국호를 고쳤다. 한편 무자헤딘 세력은 아프가니스탄 구국 이슬람 통일전선(일명 북부동맹)을 결성하여 아프가니스탄 이슬람국의 법통을 이어나갔다. 2001년 9.11 테러 이후에 북부동맹이 승리하게 되자 전국민의 선거로 민주정부를 수립하기 위한 과도정부로 이행하면서 소멸하였다.